# Colchester County
Colchester County är ett county i Kanada. Det ligger i provinsen Nova Scotia, i den östra delen av landet, 1 000 km öster om huvudstaden Ottawa. Antalet invånare var 50 585 2016.